# Apion stolidum
Apion stolidum är en skalbaggsart som beskrevs av Ernst Friedrich Germar 1817. Apion stolidum ingår i släktet Apion, och familjen spetsvivlar. Arten är reproducerande i Sverige.